# Roy Ward Baker
Roy Ward Baker (ur. 19 grudnia 1916 w Londynie, zm. 5 października 2010 tamże) –  angielski reżyser filmowy.

## Filmografia
- 1947 - The October Man
- 1948 - The Weaker Sex
- 1949 - Paper Orchid
- 1950 - Morning Departure
- 1952 - Proszę nie pukać
- 1953 - Inferno
- 1956 - Tiger in the Smoke
- 1957 - The One That Got Away
- 1958 - A Night to Remember(inne języki) (1959 – Złoty Glob dla najlepszego filmu zagranicznego)
- 1967 - Quatermass i studnia
- 1968 - The Anniversary
- 1969 - Księżyc 02
- 1970 - Ukąszenie Draculi
- 1970 - The Vampire Lovers
- 1970 - Foreign Exchange (film tv)
- 1972 - Asylum
- 1973 - Gabinet grozy
- 1974 - Legenda siedmiu złotych wampirów